# 匹配下注
匹配下注是一种从博彩公司的免费赌金或返款里获利的低风险赌博方法。

## 免费赌金和返款
很多赌马赌球等博彩公司都赠送一些赌金给新玩家甚至老玩家押注，玩家需在此之上继续押注。
也有博彩公司在促销时给玩家退注，比如若输10镑以上退10镑。
无论那种方法，玩家都不能直接把这个钱拿出来。

## 理论基础
博彩公司有两种常见的押注方式：
- 压赢 (Back)： 例如赌某球队赢得比赛
- 压不赢 (Lay)：例如赌某球队不会赢得比赛

如此我们就可以用注金匹配赔率达到平衡，无论结果如何都可以达到不输不赢的局面。
|        | 队A赢 | 队A没有赢 |
| 赌赢   | £100  | -£50      |
| 赌不赢 | -£100 | £50       |
| 总值   | £0    | £0        |

当然在这个表中没有考虑到手续费等因素，因此实际是略微赔钱的。
但与博彩公司给的促销奖金相抵，最后还是肯定得到利润。